# John Howard
John Winston Howard (sinh 26 tháng 7 năm 1939) là chính trị gia lãnh tụ Đảng Tự do Úc và là thủ tướng thứ 25 của nước Úc. Ông là thủ tướng có nhiệm kỳ lâu dài thứ hai, sau Robert Menzies.
John Howard giữ chức Bộ trưởng Ngân khố Úc dưới thời thủ tướng Malcolm Fraser từ 1977 đến 1983. Năm 1985 ông trở thành Lãnh tụ của Liên đảng Úc nhưng thua Bob Hawke của Đảng Lao động Úc trong cuộc bầu cử 1987. John Howard bị lu mờ trong chính trường Úc cho đến 1995 thì được bầu lên làm lãnh tụ Liên đảng lần nữa. Ông thắng cử năm 1996, lên thay Paul Keating làm Thủ tướng Úc. Liên đảng do John Howard cầm đầu thắng 3 kỳ tranh cử sau đó, 1998, 2001 và 2004.
Trong cuộc bầu cử Liên bang Úc ngày 24 tháng 7 năm 2007 John Howard tranh cử nhưng thua lãnh tụ phe đối lập là Kevin Rudd của Đảng Lao động. Ghế đại biểu khu Bennelong ông từng giữ 33 năm cũng mất về tay bà Maxine McKew của Đảng Lao động. Cùng ngày, trong diễn văn chấp nhận thất cử, John Howard tuyên bố ông sẽ từ chức lãnh tụ Đảng Tự do. Brendan Nelson lên làm lãnh tụ Đảng Tự do Úc ngày 29 tháng 11 năm 2007.